# Sint-Carolus Borromeuskerk (Houplines)
De Sint-Carolus Borromeuskerk (Frans: Église Saint-Charles) is een parochiekerk in de gemeente Houplines, gelegen aan de Rue d'Hespel, in het Franse Noorderdepartement.

## Geschiedenis
Omdat het Quartier de la Route zich vanwege de industrialisatie sterk uitbreidde, besloot men in 1883 om een tweede parochie te stichten. In de Rue d'Hespel werd een noodkerk in gebruik genomen en op 17 september van dat jaar werd de eerste steen voor een definitieve kerk gelegd. Architect was Louis Croin. In 1884 werd de neogotische kerk ingewijd. In 1898 werd de toren gebouwd maar een spits werd er nooit op gezet. De kerk werd verwoest tijdens de Eerste Wereldoorlog.
In 1922 werd een noodkerk ingewijd. Een nieuwe kerk werd op de plaats van de oorspronkelijke gebouwd naar ontwerp van Albert Baert. In 1932 werd deze kerk in gebruik genomen. Deze nieuwe kerk is net zo als haar verwoeste voorganger gewijd aan Sint-Carolus Borromeus.

## Gebouw
Het betrof een neoromaanse driebeukige kruiskerk met robuuste voorgebouwde toren, die gedekt wordt door een tentdak. Tijdens de Tweede Wereldoorlog bleef de kerk onbeschadigd, wat werd gememoreerd met een glas-in-loodraam.